# Corynoneura oxfordana
Corynoneura oxfordana is een muggensoort uit de familie van de dansmuggen (Chironomidae). De wetenschappelijke naam van de soort is voor het eerst geldig gepubliceerd in 1980 door Boesel and Winner.